# Brama

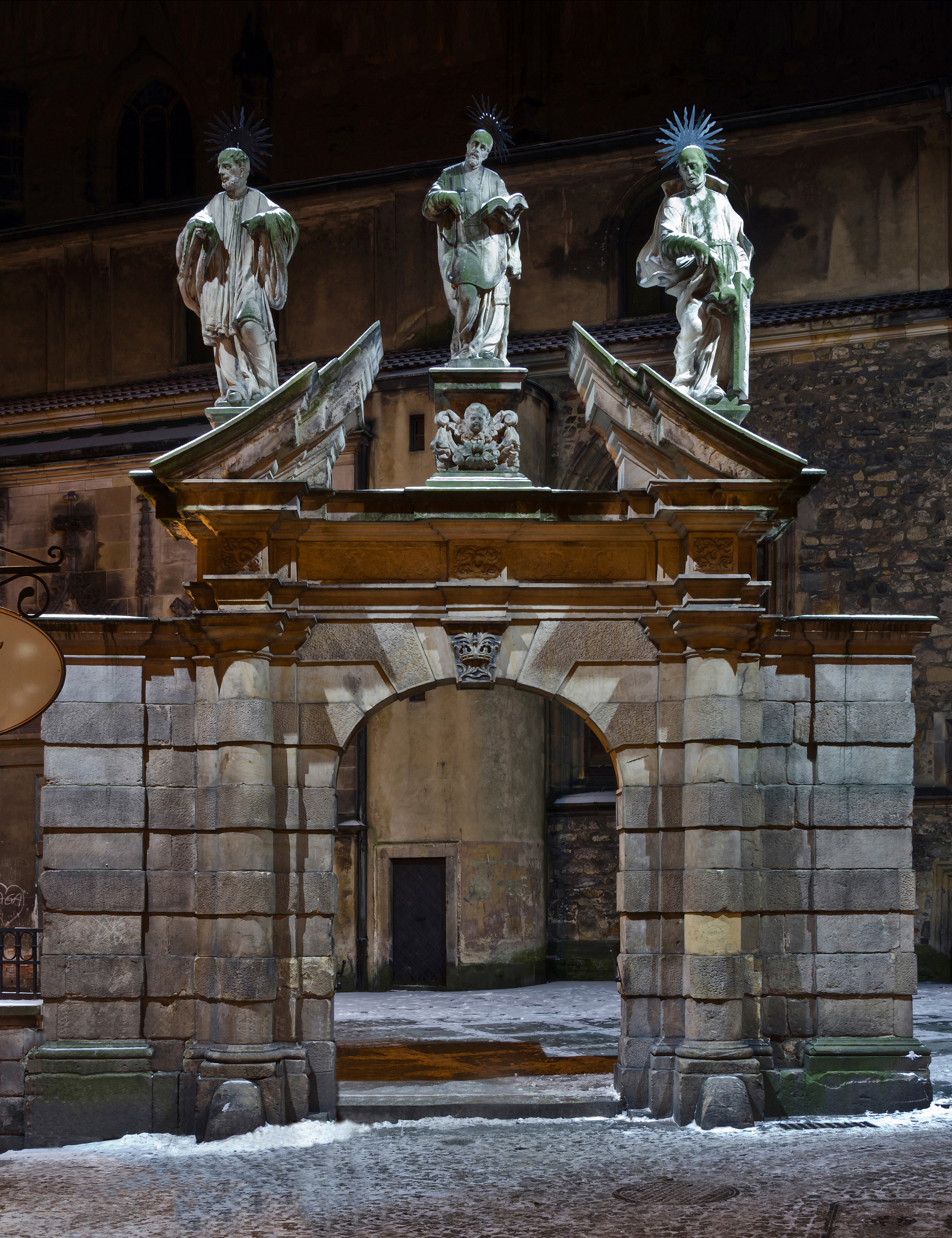
Brama z grupą rzeźbiarską w Kłodzku

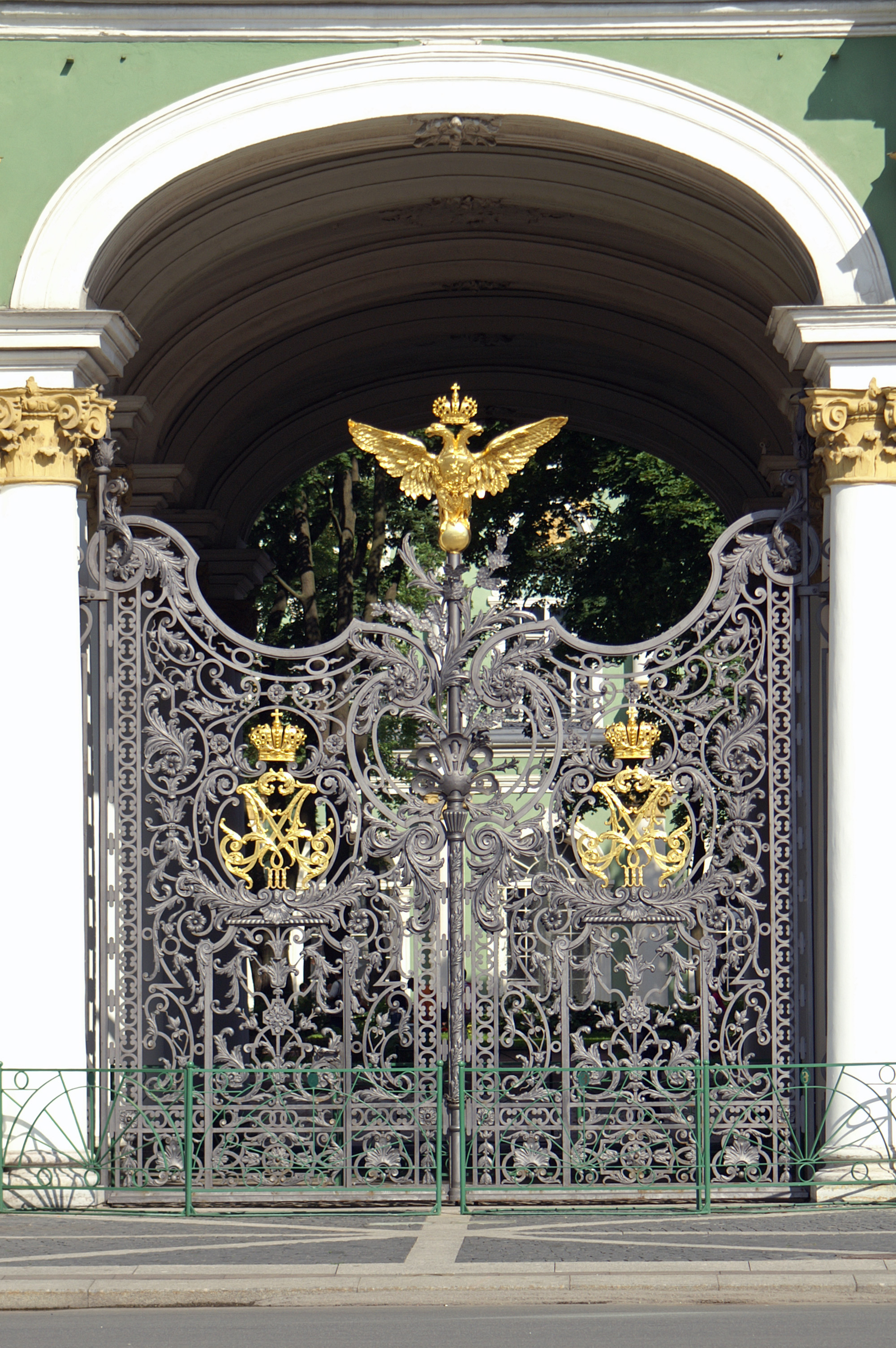
Brama Pałacu Zimowego w Sankt Petersburgu

Brama (wrota) – główne wejście lub wjazd na teren zamknięty, otwór, najczęściej zamykany, umieszczony w określonej budowli (ogrodzeniu, murze, budynku) ujęty w obudowę konstrukcyjno-architektoniczną.
Ze względu na funkcję można rozróżnić następujące bramy:
1. warowne – jako element stałych umocnień obronnych, fortyfikacji (np. zamku, twierdzy, murów obronnych). Były stosowana od starożytności do XIX wieku (w twierdzach). Zwykle miała formę warownej baszty o przejściu chronionym broną i zwodzonym mostem, czasem z samborzem. Bramy dodatkowo były chronione przedbramiem, z którego wykształcił się barbakan.
2. w ogrodzeniu – stanowiące wjazd na teren fabryki, pałacu, ogrodu, parku itp. Poczynając od okresu baroku, bramy w ogrodzeniach stały się ważnym składnikiem kompozycji pałacowo-ogrodowych.
3. triumfalne – wznoszono je od XVI wieku na wzór starożytnych rzymskich łuków triumfalnych - zwłaszcza w okresie baroku.